# اسکار فن راپارد
اسکار فن راپارد (هلندی: Oscar van Rappard; ۲ آوریل ۱۸۹۶ – ۱۸ آوریل ۱۹۶۲) بازیکن فوتبال اهل هلند بود.